# خوان لاشين
خوان لاشين أوقيويندو (بالإسبانية: Juan Lechín Oquendo)‏ أو حنا الجزيني ( مايو 1914 - 27 أغسطس 2001)، كان زعيم نقابة عمالية ورئيس اتحاد عمال المناجم البوليفيين (FSTMB) من عام 1944 إلى عام 1987 واتحاد عمال بوليفيا (COB) من عام 1952 إلى عام 1987. شغل منصب نائب رئيس بوليفيا بين عامي 1960 و1964.
ولد لاشين لأب لبناني مهاجر وأم بوليفية في مدينة كوروكورو في مقاطعة لاباز. كان يعمل في مناجم القصدير في منجم كاتافي و ومنجم سِغْلو أكس أكس، وكلاهما مملوك لقطب التعدين سيمون إيتوري پاتينو (Simón Iturri Patiño). أثناء عمله ميكانيكي في المناجم، أدرك الظروف اليائسة للغالبية العظمى من عمال المرتفعات. في الأربعينيات من القرن الماضي، انخرط في الحركة العمالية الوليدة وانضم إلى حزب العمال الثوري (POR)، وهو حزب سياسي تروتسكي.
في عام 1944، قاد لاشين مؤتمر عمال المناجم في هوانوني "Huanuni"،إدارة أورورو، مما أدى إلى تشكيل FSTMB (اتحاد نقابات عمال مناجم بوليفيا).انتخب لاشين أمينًا تنفذيًا للاتحاد. في هذه المرحلة، أصبح منتسبًا إلى الحركة القومية الثورية (MNR)، على الرغم من أنه حافظ على علاقات جيدة مع التروتسكيين POR.
بعد الثورة الوطنية البوليفية عام 1952، تم اختيار لاشين وزيرًا للمناجم والنفط. كما قاد المؤتمر التأسيسي لوسط أوبريرا بوليفيانا (COB)، وهو اتحاد شامل لنقابات العمال، وانتخب أمينًا تنفيذيًا لها. نظرًا لأنه لعب دورًا حيويًا في الثورة، ودافع عن التمديد الدائم للأسلحة إلى الميليشيات العمالية لضمان استقرار النظام ضد احتمال رد فعل عنيف من الأوليغارشية/ الجيش، فقد أصبح يتمتع بشعبية كبيرة في قطاعات المجتمع الأكثر فقراً. في الواقع، كان زعيم الحركة الأكثر شعبية وجاذبية أكثر من فيكتور باز إستنسورو (شغل منصب رئاسة بوليفيا عدة مرات). بالإضافة إلى ذلك، كان لديه إقناع سياسي أكثر راديكالية بكثير (مستوحى من الماركسيين) من بقية القيادة الحكومية. وقد أدى هذا حتمًا إلى تزايد التوترات والخلافات داخل الحزب حول قضايا العمل والطموحات الشخصية.